# Inoffizieller Mitarbeiter
Inoffizieller Mitarbeiter, IM (svenska Inofficiell medarbetare eller Hemlig medarbetare) var den vanligaste beteckningen för civila uppgiftslämnare till Ministeriet för statssäkerhet, den östtyska säkerhetstjänsten vanligtvis kallad Stasi. 
Inoffizieller Mitarbeiter utgjorde alltså inte en del av Stasis fast anställda personal och var oftast oavlönade, vilket är brukligt för informatörer inom all världens säkerhetstjänster. Däremot fick i princip alla IM skriva på kvitton, till exempel för utlägg för resekostnader. Metoden att signera kvitton var vanlig bland säkerhets- och underrättelsetjänsterna bakom järnridån och syftade till att binda agenten till sig. I dag är kvittona en del av bevisningen för att personen varit kontrakterad informatör eller agent. 
Stasis IM användes för att rapportera om personer i DDR vilka säkerhetstjänsten misstänkte vara fientligt inställda till den östtyska regimen. Det fanns även tusentals IM som reste i väst eller var bosatta i väst. 
Avslöjade IM som bodde i Sverige är till exempel IM "König", alias journalisten Björn Jensen, och IM "Thomas" alias teologen och prästen Aleksander Radler. Jensen avslöjades anonymiserat av Aftonbladet år 2000 och namngavs 2006 av Stasiforskaren Christian Halbrock i den tyska forskningstidskriften Horch und Guck 2006. 1994 avslöjades Aleksander Radler av den tyske teologen Dietmar Linke, men ledde till ett erkännande först 2012 och då i Dagens Nyheter.